# وایلت تاون
وایلت تاون (به انگلیسی: Violet Town) یک شهرک در استرالیا است که در ویکتوریا (استرالیا) واقع شده‌است.